# Aechmea lamarchei
Aechmea lamarchei là một loài thực vật có hoa trong họ Bromeliaceae. Loài này được Mez mô tả khoa học đầu tiên năm 1892.

## Hình ảnh

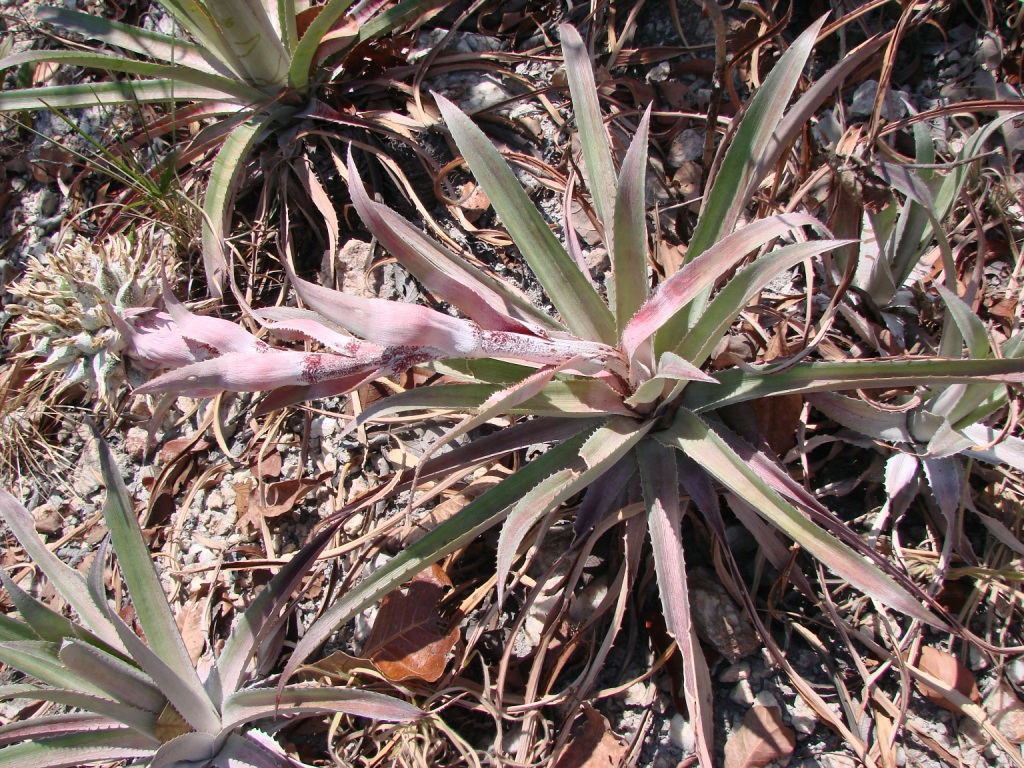